# Autographa rubidus
Autographa rubidus är en fjärilsart som beskrevs av Rodrigues Ottolengui, 1902. Autographa rubidus ingår i släktet Autographa och familjen nattflyn, Noctuidae. Inga underarter finns listade i Catalogue of Life.